# Uchidate Hideki
Hideki Uchidate (sinh ngày 15 tháng 1 năm 1974) là một cầu thủ bóng đá người Nhật Bản.

## Sự nghiệp câu lạc bộ
Hideki Uchidate đã từng chơi cho Urawa Reds.